# Beauregard-Vendon
 Beauregard-Vendon  es una población y comuna francesa, situada en la región de Auvernia, departamento de Puy-de-Dôme, en el distrito de Riom y cantón de Combronde.

## Demografía
| 385 | 391 | 456 | 583 | 703 | 747 |
| Para los censos de 1962 a 1999 la población legal corresponde a la población sin duplicidades (Fuente: INSEE [Consultar]) |     |     |     |     |     |